# Cakravartin

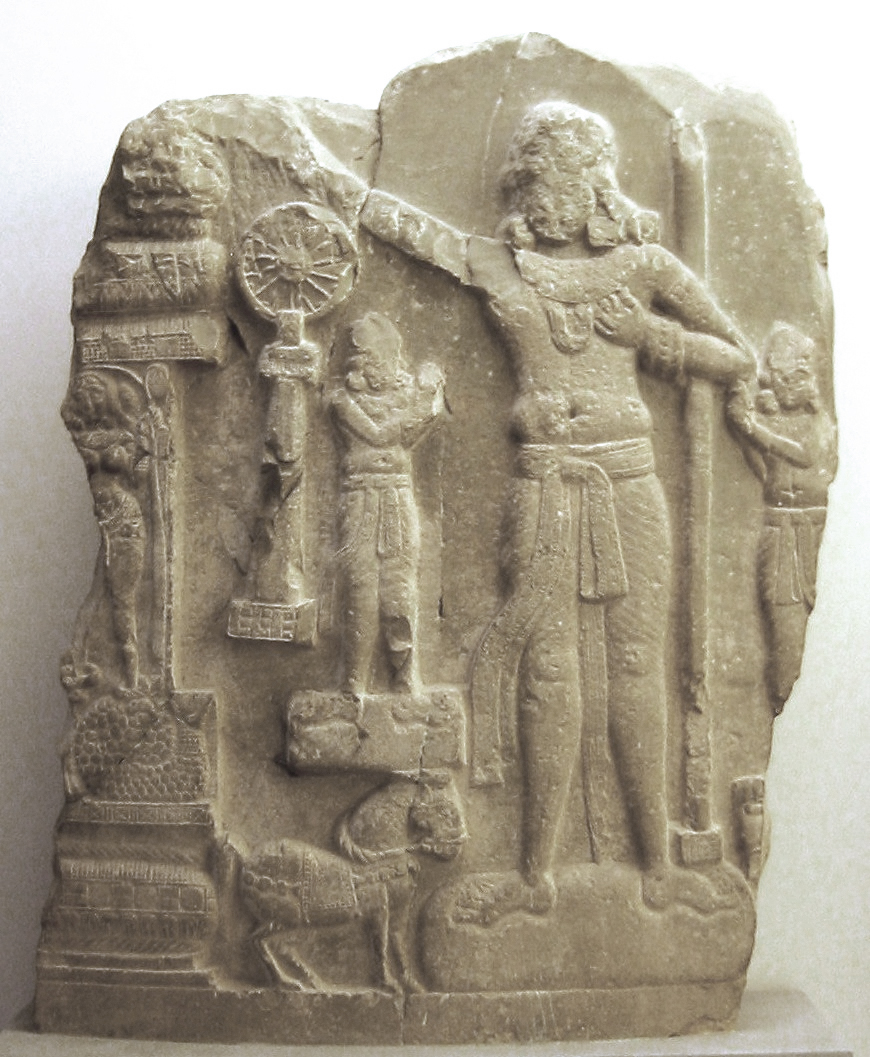
Un cakravatin, possiblement Aixoka, segle I ae. Andhra Pradesh, Amaravati. Al Museu Guimet

Cakravartin (sànscrit: cakravartin, pali: cakkavattin) és un terme indi antigament utilitzat per a referir-se a un governant universal ideal que governa èticament i benèvola sobre tot el món. El regnat de tal governant es denomina sarvabhauma. És un bahuvrīhi o nom compost hindú que significa 'aquell que té les rodes en moviment", en el sentit que 'el seu carro roda pertot sense obstacles'. També pot ser entès com un "bahuvrīhi instrumental", és a dir, 'amb qui la roda es mou" dient que per ell el Dhamachakra ('Roda del Dharma') gira (en la tradició budista).
Les primeres referències a un cakravala cakravrtin apareixen en monuments de l'Imperi Maurya (322–185 ae), dedicats a Chandragupta Maurya i el seu net Aixoka. No s'ha utilitzat normalment per a altres figures històriques. En el budisme, el cakravarti es considera la versió secular de Buda. El terme sol designar un regnat espiritual i temporal, particularment en la tradició budista i jainista. En l'hinduisme, el terme denota un poderós governant el regne del qual s'estén per tota la terra.

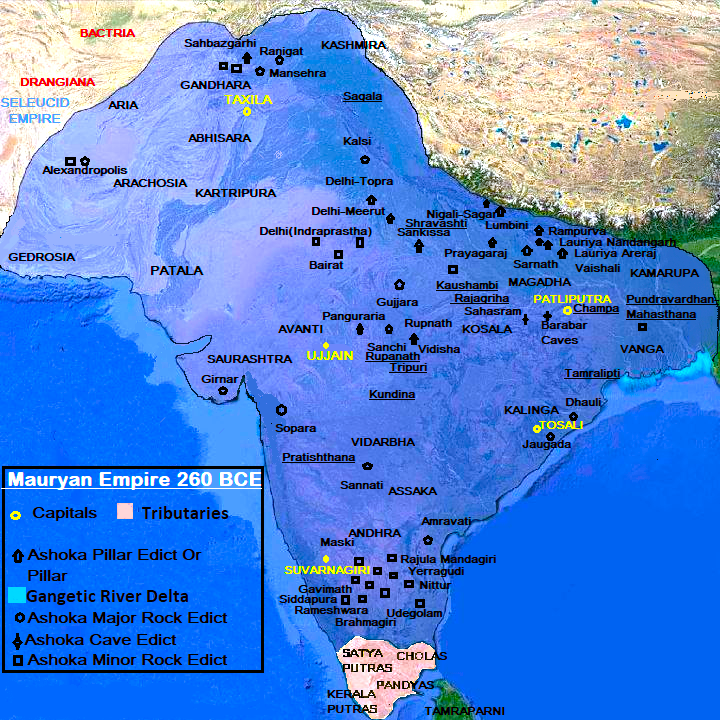
Mauryan Empire 260 BCE

## Tradició hindú
El "Cakravarti Rajya" no es considera en la tradició hindú el govern de qualsevol emperador, sinó una mena de federació mundial en què el poder central està en mans d'un consell de representants.

## Tradició jainista
Segons la tradició jainista, en cada moviment del mig cicle de la roda de temps, apareixen 63 Salakapurusa (persones il·lustres), incloent-hi 12 cakravartin. La cosmologia jainista és una recopilació d'accions d'aquests personatges. Entre ells, els cakravartins són monarques universals. De tez daurada, pertanyen al gotra de Kasyapa. La mare d'un cakravartin té somnis durant l'embaràs. Un cakravartin és un ésser humà ideal dotat amb trenta-dos senyals d'excel·lència i molts signes menors.
La llista de 12 cakravartins d'Avasarpini segons el jainisme és:
1. Bharata, fill de Tirthankara Rishabhanatha
2. Sagara, avantpassat de Bhagiratha
3. Maghava
4. Sanatkumara
5. Tirthankara Shantinatha
6. Tirthankara Kunthunatha
7. Tirthankara Aranatha
8. Subhauma
9. Padmanabha
10. Harishena
11. Jayasena
12. Brahmadatt

A més, un cakravartin té les saptaratna, o "set joies":
1. Txakram
2. Reina
3. carro
4. Joia
5. Riquesa
6. Cavall
7. Elefant

Algunes llistes citen parlen de navaratna o "nou joies", i hi afegeixen "primer ministre" i "fill".

## El cakravarti en el budisme

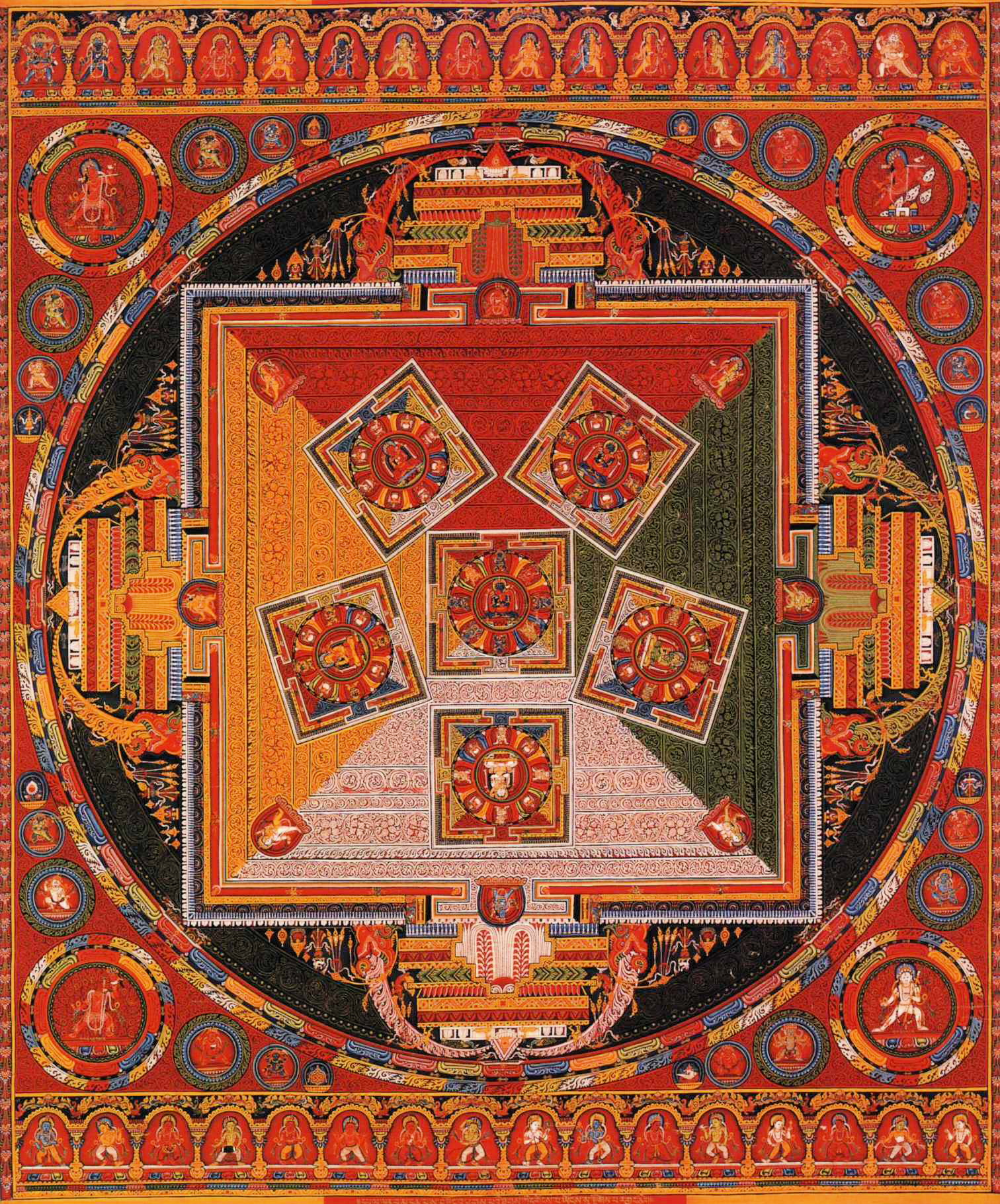
Mandala tibetà dels sis cakravartis

Els texts budistes Mahāvastu (1.259f) i Divyāvadāna, així com el theravadin Milindapanha, descriuen els signes del cakravarti com a governant: oṣṇīṣun, chhatra o 'para-sol', vajra, whisk i sandàlies. Aquestes eren les marques amb què es representava els bodhisattva en una forma de l'art kxatriya de començaments del budisme Mahayana, anomenat oṣṇīṣen i exercint el mudra corresponent.
Un cakravarti és un rei que governa tots els continents (Pubbavideha, Jambudipa, Aparagoyana, Uttarakuru) i els ha guanyat amb la pau. La seva virtut causa set miracles, incloent-hi una gran roda que gira en el cel (Chakraratnaya). El rei i el seu exèrcit poden viatjar arreu amb aquella roda ii ensenyar a tots els reis com governar en pau segons el Dasavidha-rājadhamma. Pot viatjar als regnes celestials amb el poder de Chakraratnaya si així ho vol. El cakravarti només apareix quan els humans són virtuosos i longeus. Els Jataka, una part del cànon Pali, tracten sobre el rei cakravarti.